# Valea Milcovului
Valea Milcovului – wieś w Rumunii, w okręgu Vrancea, w gminie Reghiu. W 2011 roku liczyła 207
mieszkańców